# جزيرة جوان دي نوفا
جوان دي نوفا أو خوان دي نوفا (بالفرنسية: Juan de Nova Island)‏ وتعرف أيضا باسم سانت كريستوف كما يسميها الفرنسيون، وهي جزيرة فرنسية استوائية تقع في أضيق جزء من قناة موزامبيق، في ثلث الطريق الواقعة بين مدغشقر وموزامبيق. هي واحدة من الجزر المنتشرة في المحيط الهندي، وتعتبر مستعمرة للفرنسيين الذين استولوا عليها في نهايات القرن التاسع عشر للميلاد، وتقوم القوات الفرنسية بحصارها حتى يومنا هذا.

## عن الجزيرة
جوان دي نوفا تعتبر جزيرة جوان دي نوفا من المحميات الطبيعية المحاطة بالشعاب المرجانية على امتداد شواطئها، كما أنّها تشتهر بغاباتها البكر، ومعظمها يتكون من (كاسواريناسي) – وهي عائلة من النباتات المزهرة والمتكونة من أربعة أجناس، و91 نوعاً من الأشجار والشجيرات، والتي تنبت في أستراليا، وماليزيا، وجنوب شرق آسيا، وبابواسيا، وجزر المحيط الهادئ، حيث تغطي تلك الأشجار نصف الجزيرة تقريباً، وتضم عدداً كبيراً من السلاحف. تم تحديد الجزيرة كمنطقة هامة لطيور (إيبا) من قبل بيردليف إنترناشيونال، حيث يصل إلى الجزيرة حوالي 100.000 زوج من الطيور، إضافةً لهذا فإنّ الجزيرة تدعم مستعمرةً ضخمة للسرخس السوطي، كما انّها لا تزال من الأماكن المهمة التي تأتي إليها السلاحف لوضع البيض. تقع الجزيرة على الطريق البحرية الواقعة بين جنوب إفريقيا والحافة الشمالية من مدغشقر، وتتأثر بالتيارات القوية التي تضرب المكان لوقوعها في المحيط، وقد أصبح موقع الجزيرة يضم حطام العديد من السفن، ومن أشهر تلك السفن وأكثرها وضوحا هي بقايا سفينة (سس توتنهام) التي تحطمت قبالة سواحل الجزيرة الجنوبية عام 1911م، وقد تحولت بقاياها إلى مسكنٍ للشعاب المرجانية التي أتت على ما تبقى منها.

## تاريخ جزيرة جوان دي نوفا
خوان دي نوفا سميت الجزيرة بهذا الاسم نسبةً للأميرال الجاليكي الذي مر عبر الجزيرة في طريقه للبرتغال عام 1501م. أصبحت الجزيرة في حيازة الدولة الفرنسيّة عام 1897 م، ومنذ ذلك الوقت لم يسكنها أحد، وفي عام 1921 م، قررت فرنسا نقل إدارة الجزيرة من باريس إلى انتانانا ريفو عاصمة  مدغشقر و التي كانت مستعمرة فرنسية سابقا ، وقبل أن تعلن مدغشقر استقلالها قامت فرنسا بنقل إدارة الجزيرة إلى سانت بيير في جزيرة ريونيون. بعد إعلان مدغشقر استقلالها بدأت في عام 1972م تطالب بالسيادة على الجزيرة، حيث استغلت العاصمة غوانو ودائع الفوسفات فيها منذ بداية القرن المنصرم وحتى عام 1970م. تم التخلي عن الجزيرة خلال الحرب العالمية الثانية، وذلك بعد وصل الألمان إليها وعاثوا فيها فساداً وتركوها خرابا.